# 盛愉
盛愉（1925年—2004年7月18日），女，上海人，中国国际法学家，曾任中国社会科学院法学研究所副所长、研究员，中国法学会副会长，第四届全国政协委员。